# KBV 238

Interiör från KBV 238.

KBV 238 förtöjd vid Marinmuseum i Karlskrona.

Tullbevakningsbåten TV 238 byggdes på Djupviks varv. Fartyget levererades i maj 1962 och placerades vid kustposteringen Fårösund på Gotland. Från 1974 användes TV 238 på västkusten vid kustposteringen Kalvsund. I samband med att kustbevakningen och tullverket delades upp 1988 bytte TV 238 namn till KBV 238. Fartyget togs ur tjänst 1990 och överlämnades till Marinmuseum i Karlskrona 1997, i samband med invigningen av den nya museibyggnaden. Idag ligger KBV 238 i en flyghangar i närheten av museet där den visas sommartid för besökare. Fartyget var under sin tjänstgöring utrustat med en räddningsflotte för 20 personer, en linkastarapparat samt en fast installerad brandpump. KBV 238 bar också en gummiflotte och hade en kran.